# Lucas Achtschellinck
Lucas Achtschellinck (Brussel, gedoopt 16 januari 1626 - aldaar, begraven 12 mei 1699) was een Brussels landschapschilder uit de baroktijd.

## Levensloop
Achtschellinck werd op 26 oktober 1639 ingeschreven in de Brusselse schildersgilde als leerling van Peter van der Borcht. Men veronderstelt dat hij tussen 1639 en 1657 veel reisde daar hij pas in 1657 gildemeester werd.
Achtschellinck werd sterk beïnvloed door Jacques d'Arthois, een leerling uit de Rubensschool. Hij schilderde vooral grote boslandschappen voor kerken en kloosters. Deze landschappen werden door anderen verder afgewerkt met figuren en gebeurtenissen uit de Bijbel. Achtschellinck schilderde ook verscheidene landschappen in de schilderijen van Gaspar de Crayer. Hij vormde samen met Lodewijk de Vadder en Jacques d'Arthois de zogenaamde Zoniënwoudschilders, de leidende groep van Brusselse landschapschilders van dat moment. Hij werd de leraar van onder andere Theobald Michau.

## Werken
Werken van Achtschellinck zijn te bezichtigen in de kathedraal van Sint-Michiel en Sint-Goedele in Brussel, in het Groeningemuseum in Brugge en in musea te Dresden en Berlijn.

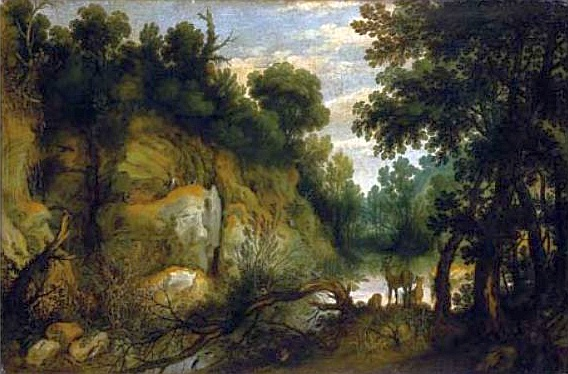
Rivierlandschap met dieren
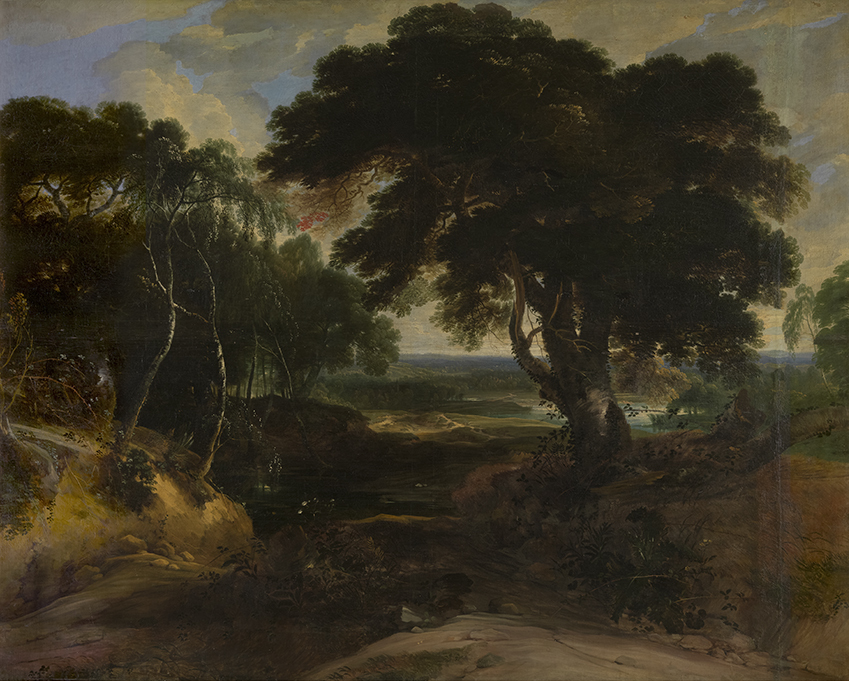
Boslandschap, Groeningemuseum, Brugge
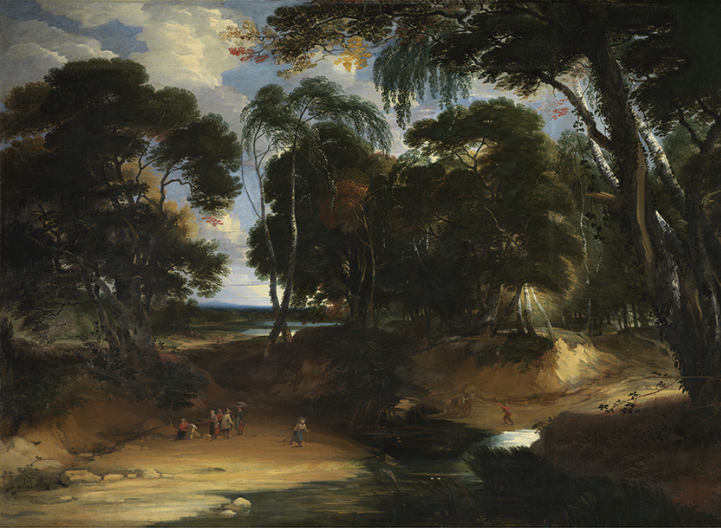
Boslandschap met wad, Groeningemuseum, Brugge
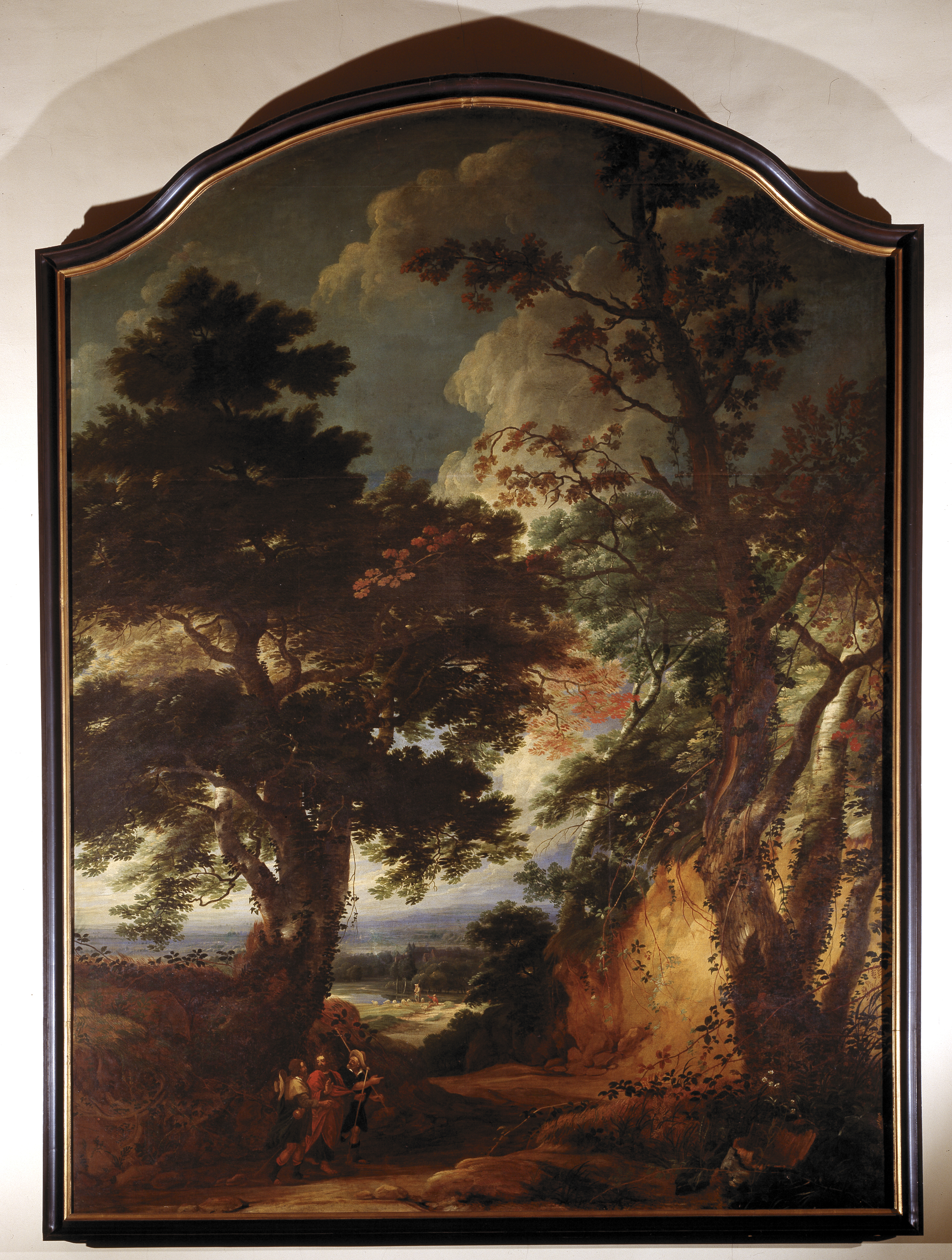
Landschap met Christus en de Emmaüsgangers, Museum voor Schone Kunsten, Gent

- Biografisch Portaal: 35491004
- Gemeinsame Normdatei: 138529167
- International Standard Name Identifier: 0000 0000 6690 3553
- RKD-Nederlands Instituut voor Kunstgeschiedenis: 291
- Union List of Artist Names: 500007580
- Virtual International Authority File: 90812313
- WorldCat: E39PBJmxWh4WXKCTrRPDkryGHC